# Usnea Plug
Der Usnea Plug ist ein rund 110 m hoher vulkanischer Hügel auf der Livingston-Insel im Archipel der Südlichen Shetlandinseln. Er ragt weniger als 800 m südwestlich des Chester Cone auf der Byers-Halbinsel auf. Von der Basis bis zur Spitze misst er 30 m. 
Der Geologe Kaye Ronald Everett (1934–1994) vom Institut für Polarstudien der Ohio State University benannte ihn, als er dieses Gebiet im Februar 1969 erkundete. Namensgeber sind Flechten der Gattung Usnea, die hier verbreitet sind.